# Brauerei am Brauhausberg
Koordinaten: 52° 23′ 21″ N, 13° 3′ 58″ O

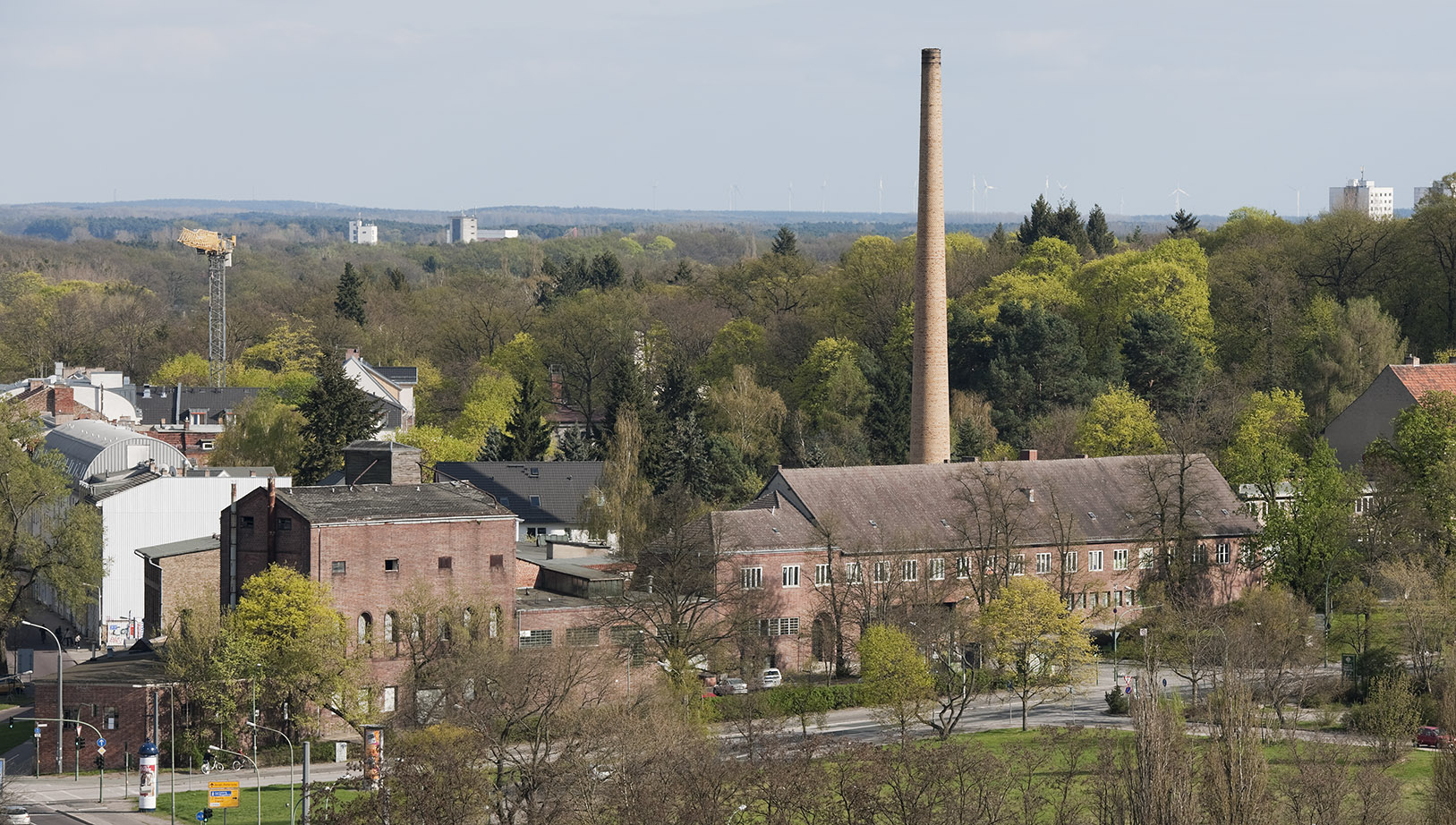
Gesamtansicht von Westen vor der Sanierung (2013)

Die Brauerei am Brauhausberg war eine Brauerei am Fuße des Brauhausberges in der Teltower Vorstadt in Potsdam. Sie wurde in mehreren Etappen zwischen 1884 und 1934 errichtet und steht in Teilen unter Denkmalschutz. Nach Aufgabe des Betriebes 1995 dienten die Gebäude unter anderem als Ateliers und Proberäume für Künstler. Seit Abschluss der Sanierung 2016 beherbergen sie Eigentumswohnungen und Stadthäuser.

## Geschichte

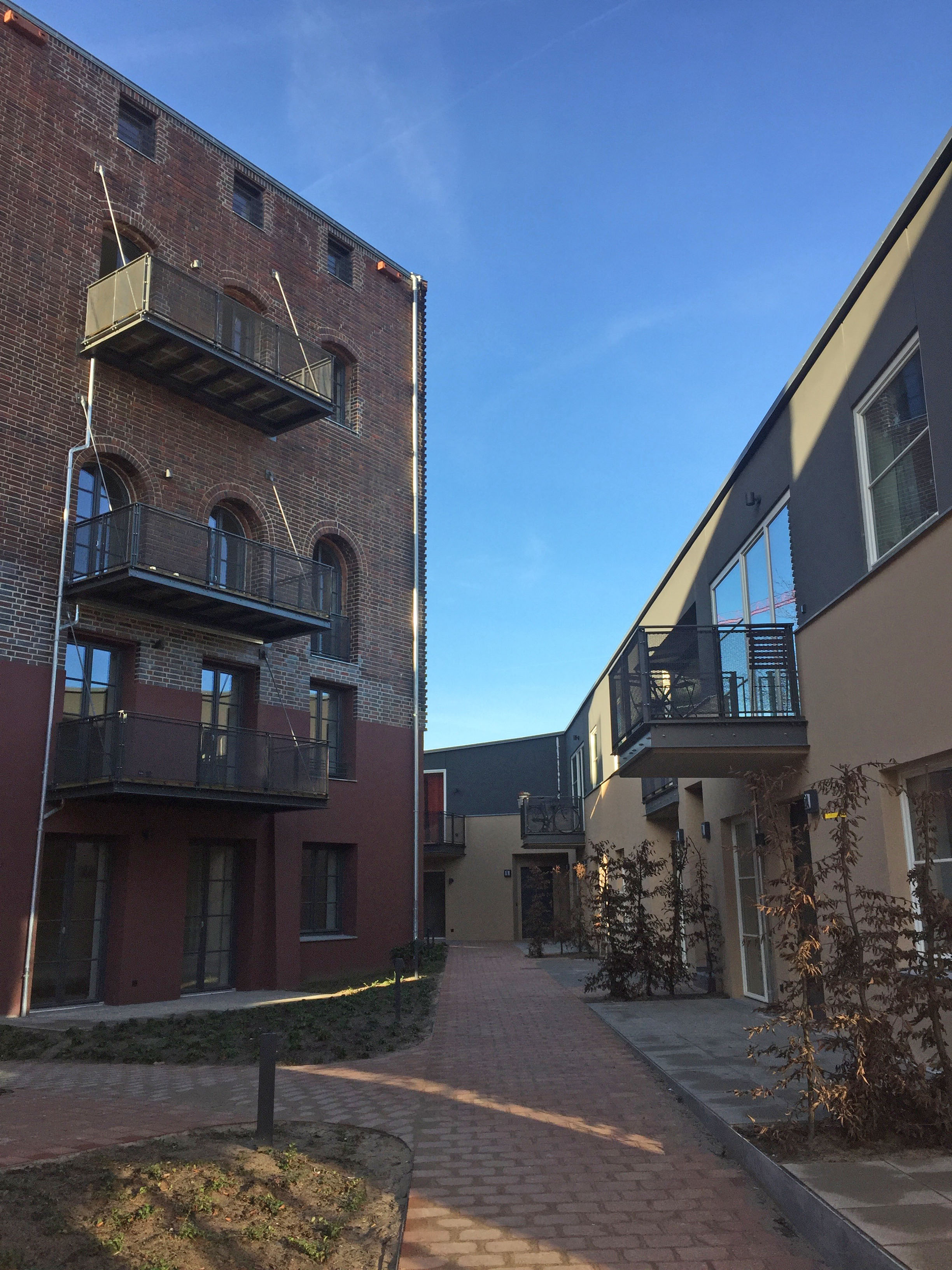
Alte und neue Bebauung im Innenhof nach der Sanierung (2015)

### Betrieb als Brauerei
Der Name des Brauhausberges leitet sich von den Eiskellern ab, die die Potsdamer Brauereien im 19. Jahrhundert in den Berg trieben, um ihr Bier dort zu lagern und gären zu lassen. 1873 gründeten die Gebrüder Hoffmann eine eigene Brauerei, die ab 1884 am Fuße des Brauhausberges nachweisbar ist. Bis 1890 erweiterten sie den Betrieb um ein zweites Brauhaus, eine Schankhalle mit Biergarten und ein Kühlhaus, in das damals moderne Kältetechnik Einzug hielt.
1896 wandelten die Gebrüder Hoffmann ihr erfolgreiches Unternehmen in eine Aktiengesellschaft um und verkauften es im selben Jahr an die Vereinsbrauerei Rixdorf (ab 1910 Berliner Kindl). Von 1897 bis 1925 ließ die neue Eigentümerin Lagerhallen mit Böttcherei, ein neues Kühlhaus und ein Direktorenhaus mit Einfahrtstor nach Plänen von Architekt Hans Claus errichten. In den 1920er Jahren wurde eine automatische Reinigungs- und Abfüllanlage installiert. Ab 1930 kamen nach Plänen von Hans Claus und Richard Schepke ein neues Kesselhaus und eine Kraftwagenhalle dazu; das Sudhaus wurde erweitert und die Fassaden vereinheitlicht. Beim Luftangriff auf Potsdam 1945 erlitt die Brauerei leichte Schäden.
Nach dem Krieg wurde die Brauerei enteignet und von 1948 bis 1990 als volkseigener Betrieb unter dem Namen VEB Brauerei Potsdam geführt. Die Berliner-Kindl-Brauerei erwarb den Betrieb nach der Wende zurück, gab die Produktion 1995 jedoch auf. Es folgten mehrere Jahre der Zwischennutzungen; unter anderem mieteten hier Künstler Ateliers und Proberäume.

### Sanierung
2011 erwarb die durch Erik Roßnagel vertretene terraplan-Gruppe aus Nürnberg den westlichen Teil des Geländes. Nach Plänen des Potsdamer Büros vangeistenmarfels.architekten entstanden in der Kraftwagenhalle (nun Kutschenhalle genannt), dem Sudhaus, dem Kesselhaus und im Direktorenhaus 50 Eigentumswohnungen und Stadthäuser. Im Innenhof wurde ein Neubau errichtet. Die Bauarbeiten wurden Anfang 2016 abgeschlossen.
An Stelle der nicht unter Denkmalschutz stehenden Gebäude auf dem östlichen Grundstücksteil sollen mehrgeschossige Wohnhäuser gebaut werden.

## Architektur

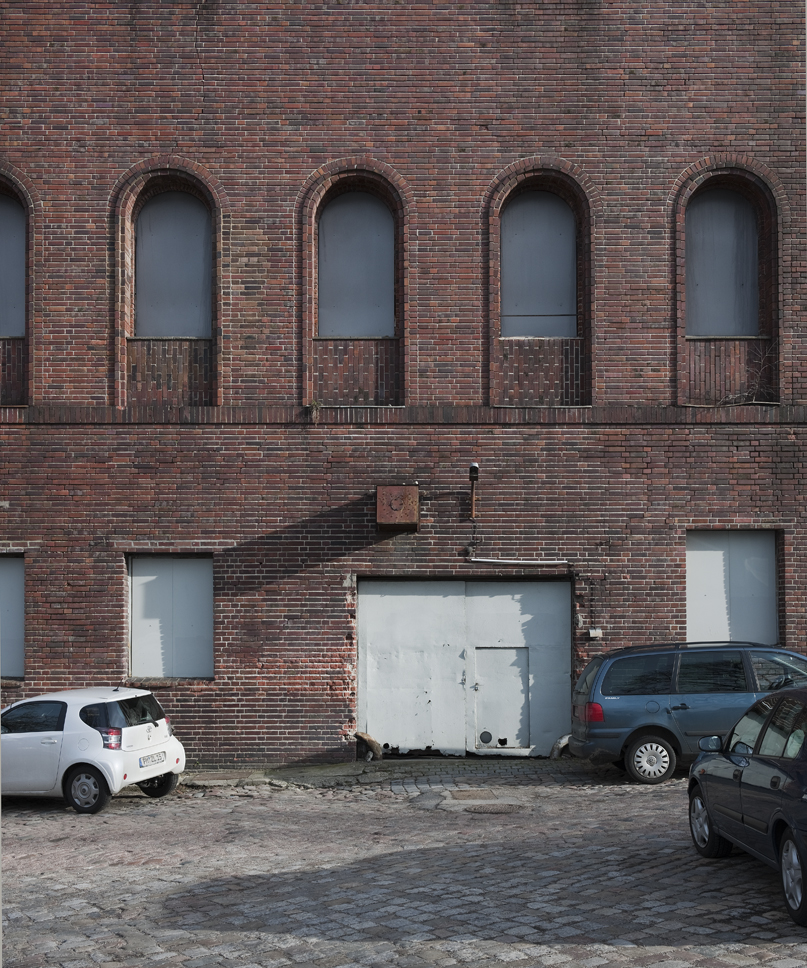
Fassade des Sudhauses mit Rundbogenfenstern vor der Sanierung (2013)

### Städtebauliche Bedeutung
Der Komplex der ehemaligen Brauerei liegt am nördlichen Fuße des Brauhausberges. Das dreieckige Grundstück wird an zwei Seiten von Straßen eingerahmt. Die Lage war schon im 19. und frühen 20. Jahrhundert städtebaulich bedeutend, da sich vor der Brauerei eine der wichtigen Potsdamer Ausfallstraßen (Heinrich-Mann-Allee) und die Zufahrt zur Kriegsschule (Albert-Einstein-Straße) kreuzten. Der vom Straßenraum aus dominierende Gebäudeteil ist das 18 Meter hohe Sudhaus an der Albert-Einstein-Straße.

### Architektur
Bis in die 1930er Jahre war die Brauerei eine Ansammlung von Bauten unterschiedlicher Zeiten und Stile mit diversen An- und Umbauten. Bei den Erweiterungen 1925 und 1930 bis 1934 versuchte man, den Gebäuden eine einheitliche Außenwirkung zu verleihen. Ihre Fassaden bestehen aus dunkelrotem Klinker. Bei der Gestaltung bedienten sich die Architekten Hans Claus und Richard Schepke klassischer Gliederungselemente wie Gesimsen und gestaffelten Türgewänden, deren Formen sie abstrahierten. Ganz im Sinne des Backsteinexpressionismus sind die Bauten zweckmäßig gestaltet und verraten ihre Funktion nach außen, wirken aber dennoch monumental und repräsentativ. Große Rundbogen- und Querrechteckfenster ließen viel natürliches Licht in die Büro- und Arbeitsräume strömen. Die verschiedenen Verbände der Mauerziegel wurden an einigen Stellen als Ornament benutzt, etwa an den Brüstungen der Rundbogenfenster des Sudhauses.
Bei der Sanierung wurden die unter Denkmalschutz stehenden Gebäude von späteren Anbauten befreit. Die Schäden im Backsteinmauerwerk wurden verputzt und ziegelrot gestrichen, sodass die Baugeschichte des Komplexes ablesbar blieb. Die Hoffassaden erhielten Balkone. Kutschen- und Kesselhaus wurden mit einem zusätzlichen Attikageschoss versehen, die Dachgeschosse von Sud- und Direktorenhaus ausgebaut und teilweise mit eingeschnittenen Dachterrassen versehen. Im Innenhof entstand ein neues dreigeschossiges Wohngebäude.
Da die Brauerei vielfach umgebaut und ein Großteil der technischen Ausstattung seit 1995 entfernt worden war, waren bei Beginn der Sanierung in den Innenräumen kaum noch historische Teile erhalten. Bei der Umnutzung zu Wohnungen wurden sie weitgehend neu gestaltet; einige historische Kappendecken blieben erhalten.

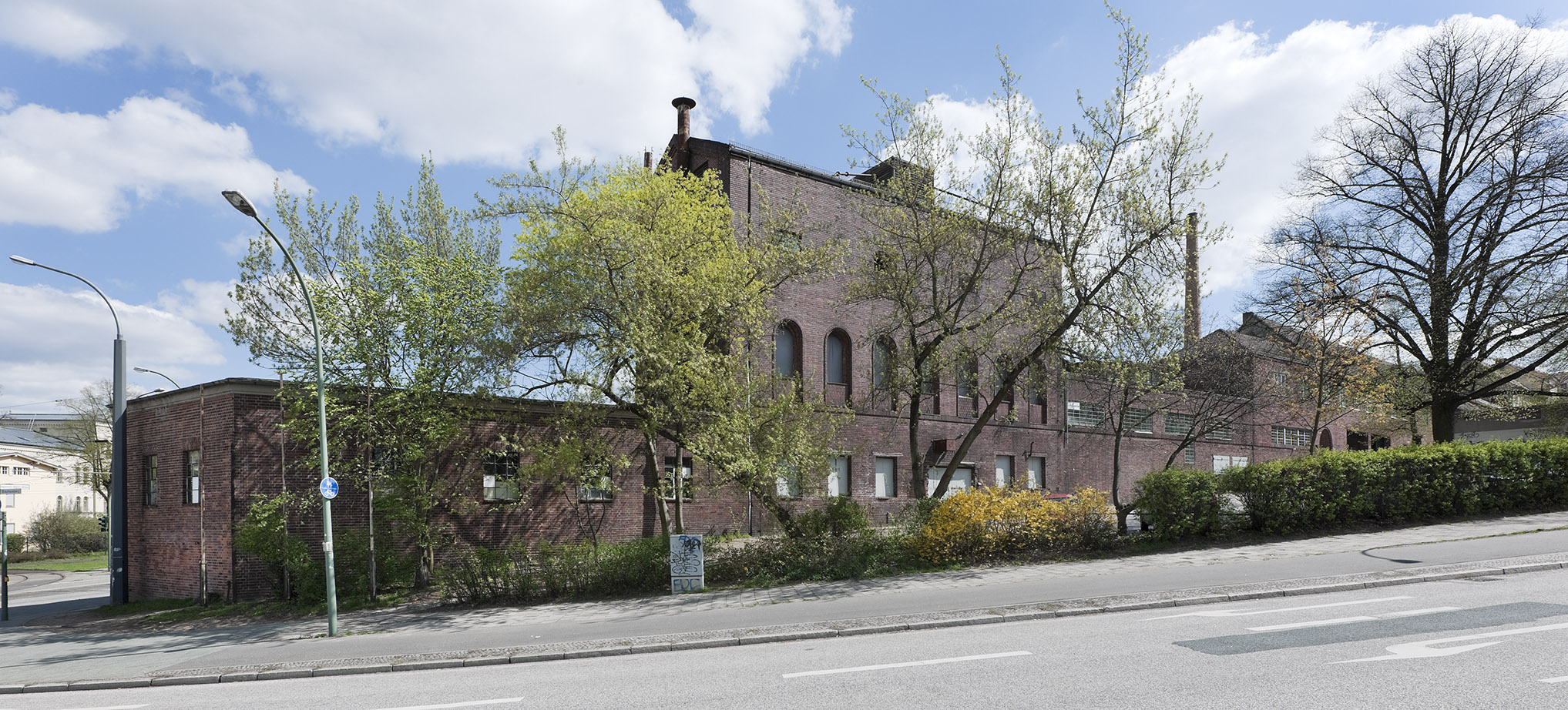
Ansicht von der Albert-Einstein-Straße vor der Sanierung (2013).
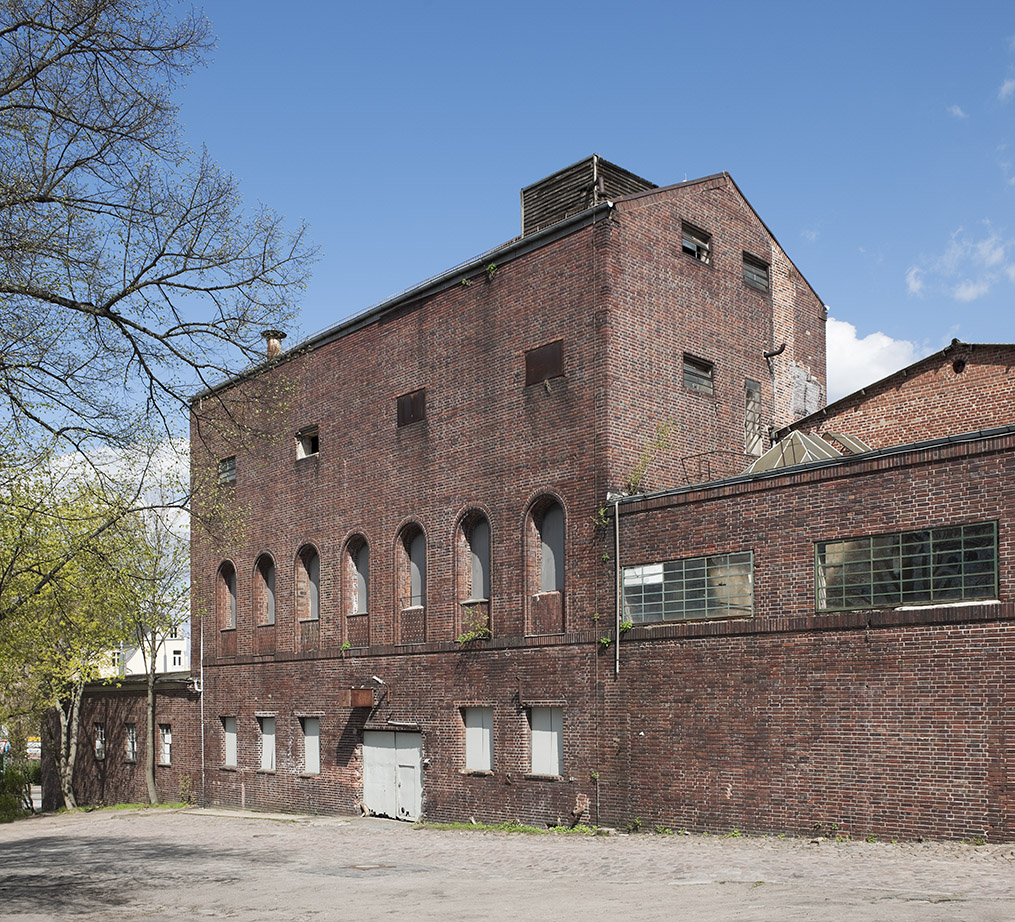
Straßenfassade des Sudhauses vor der Sanierung (2013).
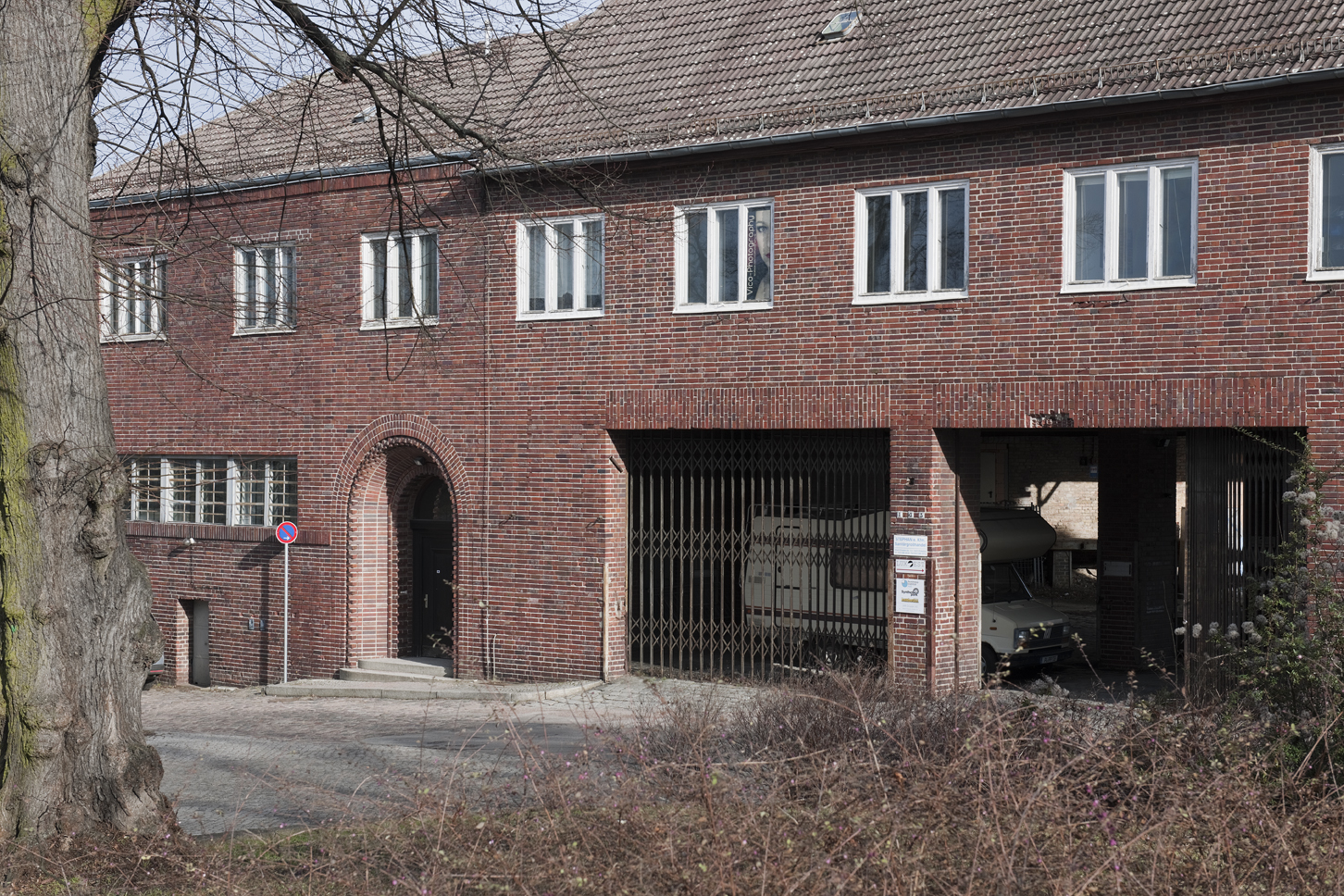
Direktorenhaus mit Tor vor der Sanierung (2013).
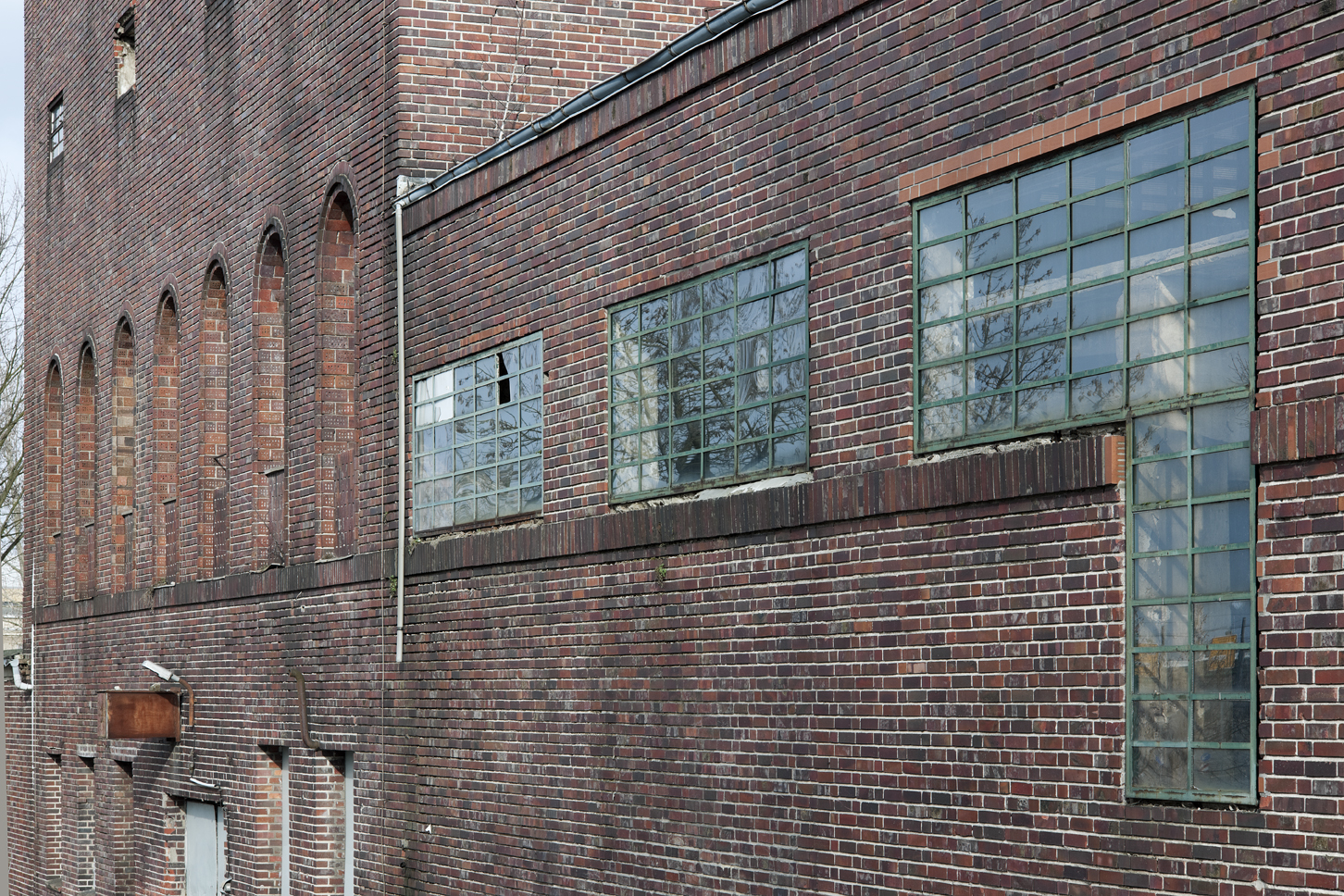
Historische Fenster an Sud- und Kesselhaus vor der Sanierung (2013).
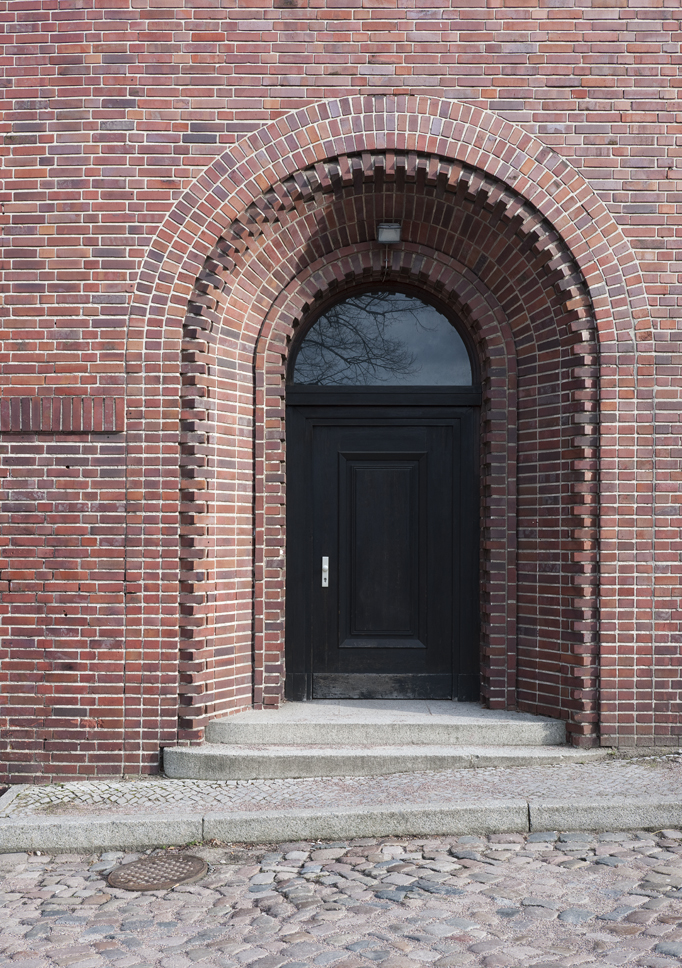
Historisches Portal am Direktorenhaus vor der Sanierung (2013).
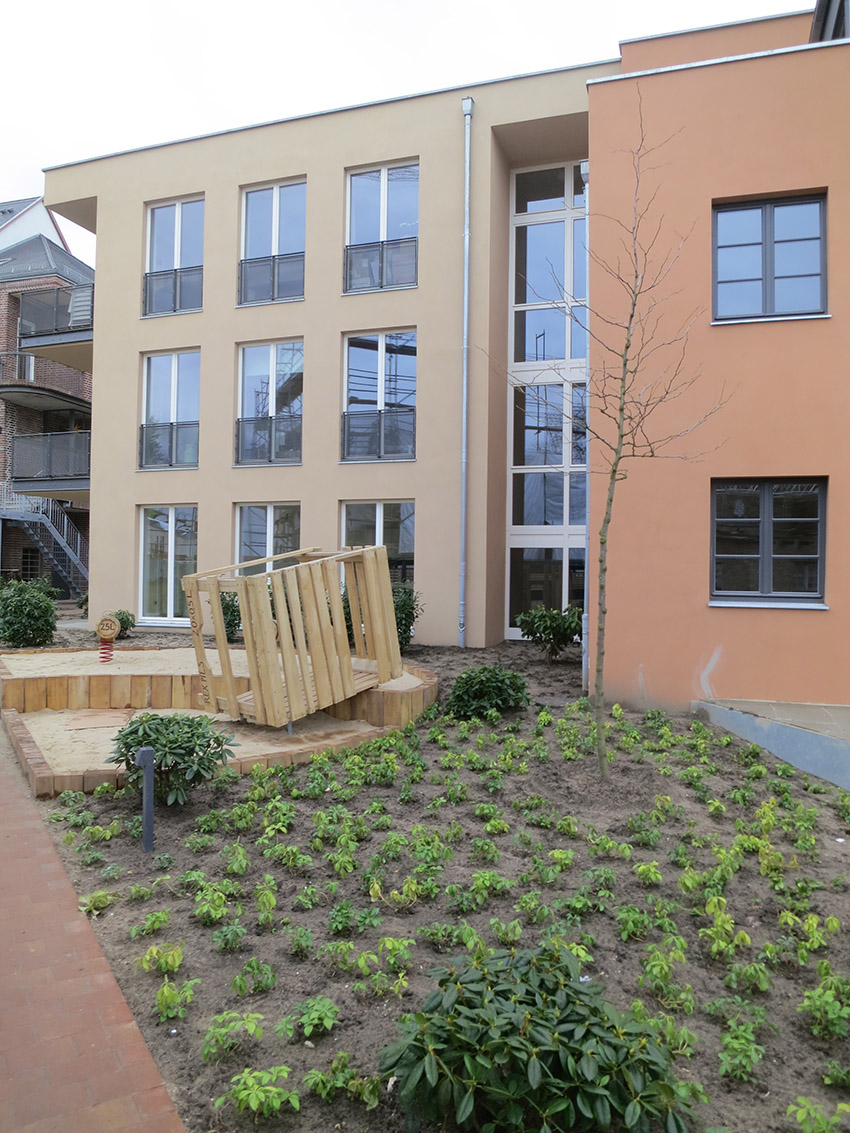
Neue Hofbebauung mit Garten nach der Sanierung (2016).